# Alcis brunneata
Alcis brunneata là một loài bướm đêm trong họ Geometridae.